# 牛天宿 (康熙進士)
牛天宿（1664年—1736年），字戴薇，号青延，直隶静海县南河镇牛坨子村人。清朝進士、政治人物。

## 生平
康熙二十六年（1687年），中舉。后屡次进士不中。康熙四十二年（1703年），登進士，授广西融县（今融安县）知县。雍正年間，任吏部主事，后升任任河南府同知、署辉县知县。存有《谦受堂集》、《谦受堂诗草》。晚年回归故乡，病故葬于牛坨子村。著有《谦授堂文集》、《谦受堂诗草》。